# Ductus pancreaticus accessorius

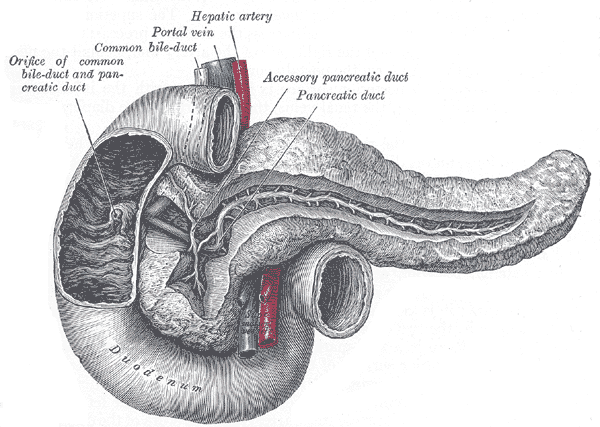
Bauchspeicheldrüse und Zwölffingerdarm des Menschen. Die Pankreasgänge und die Papille sind freipräpariert.

Der Ductus pancreaticus accessorius (lateinisch für „zusätzlicher Bauchspeicheldrüsengang“) ist einer der Ausführungsgänge für den exokrinen Anteil der Bauchspeicheldrüse (Pancreas). Der Ductus pancreaticus accessorius wird nach seinem Entdecker Giovanni Domenico Santorini auch als Santorini-Gang bezeichnet. Er mündet im vorderen Zwölffingerdarm auf der Papilla duodeni minor. 

## Entstehung und vergleichende Anatomie
Der Ductus pancreaticus accessorius entsteht embryonal aus der größeren rückenseitigen (dorsalen) Pankreasknospe. Bei der Drehung des Magens und der Vereinigung der Pankreasanlagen erhält das Gangsystem beim Menschen, aber auch Katzen und Schafen, Anschluss an den Gang der bauchseitigen Anlage der Bauchspeicheldrüse, den Ductus pancreaticus. Der darmseitige (proximale) Abschnitt des Ductus pancreaticus accessorius verschließt sich dabei und die Mündung in den Darm geht verloren.
Bei Pferden und Hunde bleiben dagegen beide Hauptausführungsgänge erhalten, so dass sowohl Ductus pancreaticus und Ductus pancreaticus accessorius ausgebildet sind. Dies kann beim Menschen ebenfalls als Varietät auftreten, im Regelfall nur bei einem Pancreas divisum. 
Bei Schweinen und Rindern bildet sich dagegen der Ausführungsgang der ventralen Anlage zurück, so dass der Ductus pancreaticus accessorius zum alleinigen Ausführungsgang der Bauchspeicheldrüse wird.